# Antlers
Antlers és una ciutat dels Estats Units a l'estat d'Oklahoma. Segons el cens del 2000 tenia 2.552 habitants.

## Demografia
Segons el cens del 2000, Antlers tenia 2.552 habitants, 1.068 habitatges, i 652 famílies. La densitat de població era de 359,6 habitants per km².
Dels 1.068 habitatges en un 30,5% hi vivien nens de menys de 18 anys, en un 41,5% hi vivien parelles casades, en un 17,4% dones solteres, i en un 38,9% no eren unitats familiars. En el 35,5% dels habitatges hi vivien persones soles el 20,5% de les quals corresponia a persones de 65 anys o més que vivien soles. El nombre mitjà de persones vivint en cada habitatge era de 2,28 i el nombre mitjà de persones que vivien en cada família era de 2,96.
Per edats la població es repartia de la següent manera: un 26,7% tenia menys de 18 anys, un 7,5% entre 18 i 24, un 23,7% entre 25 i 44, un 19,9% de 45 a 60 i un 22,3% 65 anys o més.
L'edat mediana era de 38 anys. Per cada 100 dones de 18 o més anys hi havia 72,4 homes.
La renda mediana per habitatge era de 17.594 $ i la renda mediana per família de 22.684 $. Els homes tenien una renda mediana de 23.958 $ mentre que les dones 16.688 $. La renda per capita de la població era d'11.285 $. Entorn del 28,9% de les famílies i el 31,6% de la població estaven per davall del llindar de pobresa.

## Poblacions més properes
El següent diagrama mostra les poblacions més properes.